# 129185 Jonburroughs
129185 Jonburroughs è un asteroide della fascia principale. Scoperto nel 2005, presenta un'orbita caratterizzata da un semiasse maggiore pari a 2,4186283 UA e da un'eccentricità di 0,2221510, inclinata di 1,14589° rispetto all'eclittica.